# Otomys cheesmani
Otomys cheesmani — вид гризунів родини Muridae. Вважається ендеміком північно-західної Ефіопії. Його вимоги до середовища проживання в основному невідомі; однак один зразок був спійманий у низьких чагарниках акації, і вважається, що він пов'язаний з луками на відносно низькій висоті (2000–2500 метрів над рівнем моря). Вважається, що голотип і паратипи були зібрані в інтразональному водно-болотному середовищі існування.